# Бенафин
Бенафин (порт. Benafim) — район (фрегезия) в Португалии, входит в округ Фару. Является составной частью муниципалитета Лоле. По старому административному делению входил в провинцию Алгарве. Входит в экономико-статистический субрегион Алгарве, который входит в Алгарве. Население составляет 1141 человек на 2001 год. Занимает площадь 55,10 км².